# 龙虬庄遗址
32°49′55″N 119°30′30″E / 32.83194°N 119.50833°E
龙虬庄遗址位于中国江苏省高邮市龙虬镇龙虬庄村，2001年被列为第五批全国重点文物保护单位。

龙虬庄遗址于20世纪70年代被发现，1993～1995年进行了四次考古发掘，清理出墓葬402座，房屋遗址1处，可确认为新石器时代遗址，距今约5000～7000年，属于一分布于大运河以东江淮地区的古文化类型。

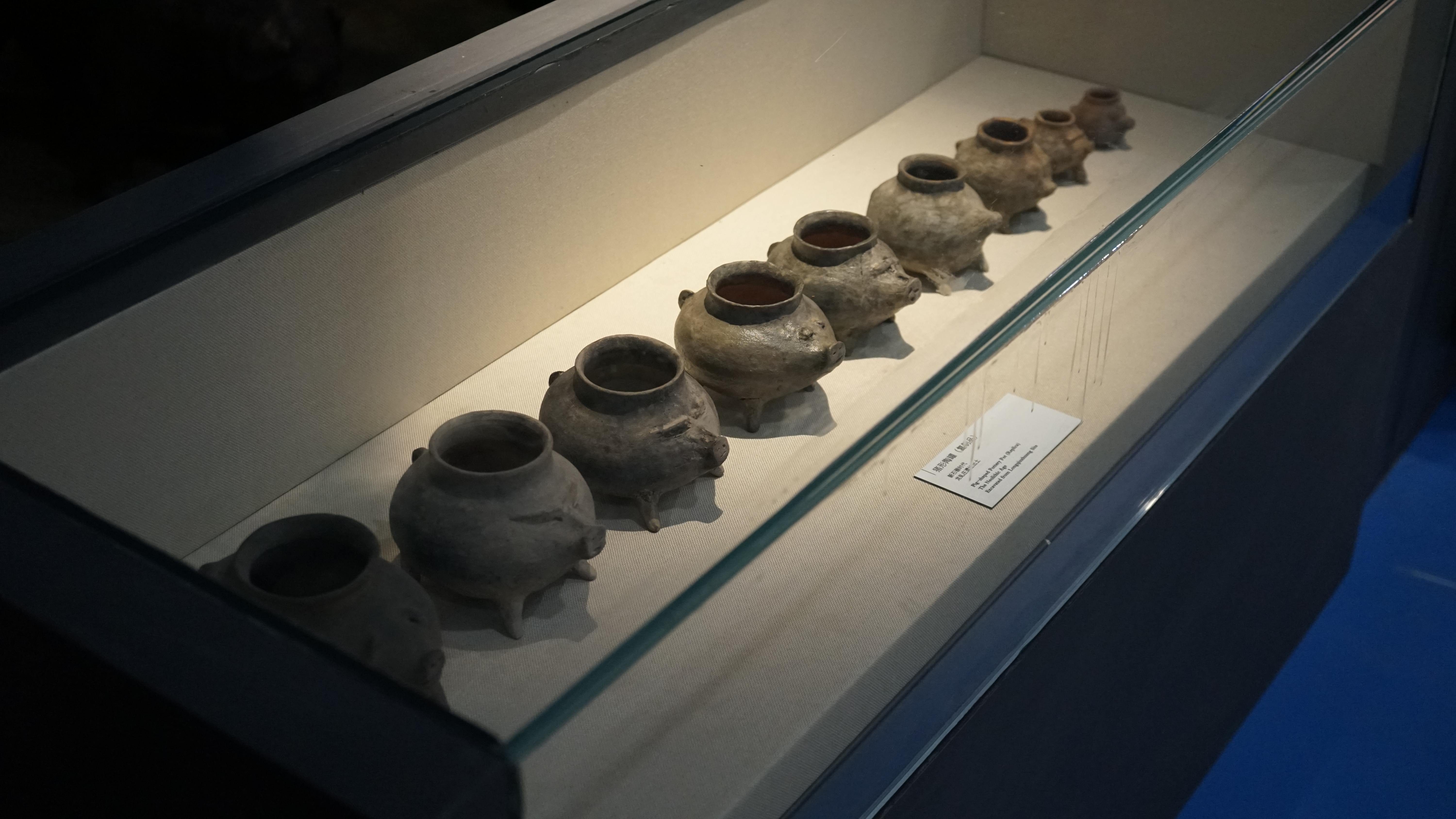
龙虬庄遗址出土的猪型陶罐